# Zénith Strasbourg Europe
 (septembre 2019).
Si vous disposez d'ouvrages ou d'articles de référence ou si vous connaissez des sites web de qualité traitant du thème abordé ici, merci de compléter l'article en donnant les références utiles à sa vérifiabilité et en les liant à la section « Notes et références ».
Le Zénith Strasbourg Europe est une salle de spectacle située à Eckbolsheim, à l'ouest de Strasbourg, dans l'Eurométropole de Strasbourg. Il peut accueillir jusqu’à 12 079 spectateurs ; c'est le plus grand zénith de France pour ce qui est de la capacité.

## Construction
La construction du Zénith de Strasbourg débute en janvier 2006, et s'achève le 23 décembre 2007.
Le budget global de la construction s’élève à 48,62 millions d’euros pris en charge à 68 % par la communauté urbaine de Strasbourg et soutenu par le Conseil général du Bas-Rhin, la Région Alsace et l’État. Trente millions d’euros supplémentaires sont alloués à l’aménagement des abords et accès situés sur un parc de 26 hectares. Le montant total de l’opération a donc nécessité un investissement de 78,62 millions d’euros.
L'inauguration a lieu le 3 janvier 2008, en présence de Fabienne Keller, maire de Strasbourg, Robert Grossmann, président de la communauté urbaine de Strasbourg, et de son architecte, Massimiliano Fuksas, qui compare son œuvre à « une lanterne d'Aladdin » lorsqu'elle s'illumine. « J'ai pensé le Zénith de Strasbourg comme une sculpture ou un écrin translucide » dit-il.[réf. nécessaire]

## Caractéristiques
Le Zénith est construit uniquement en acier et en béton, sans aluminium ou autres matériaux, favorisant les matériaux durables et aisément recyclables.[réf. nécessaire]

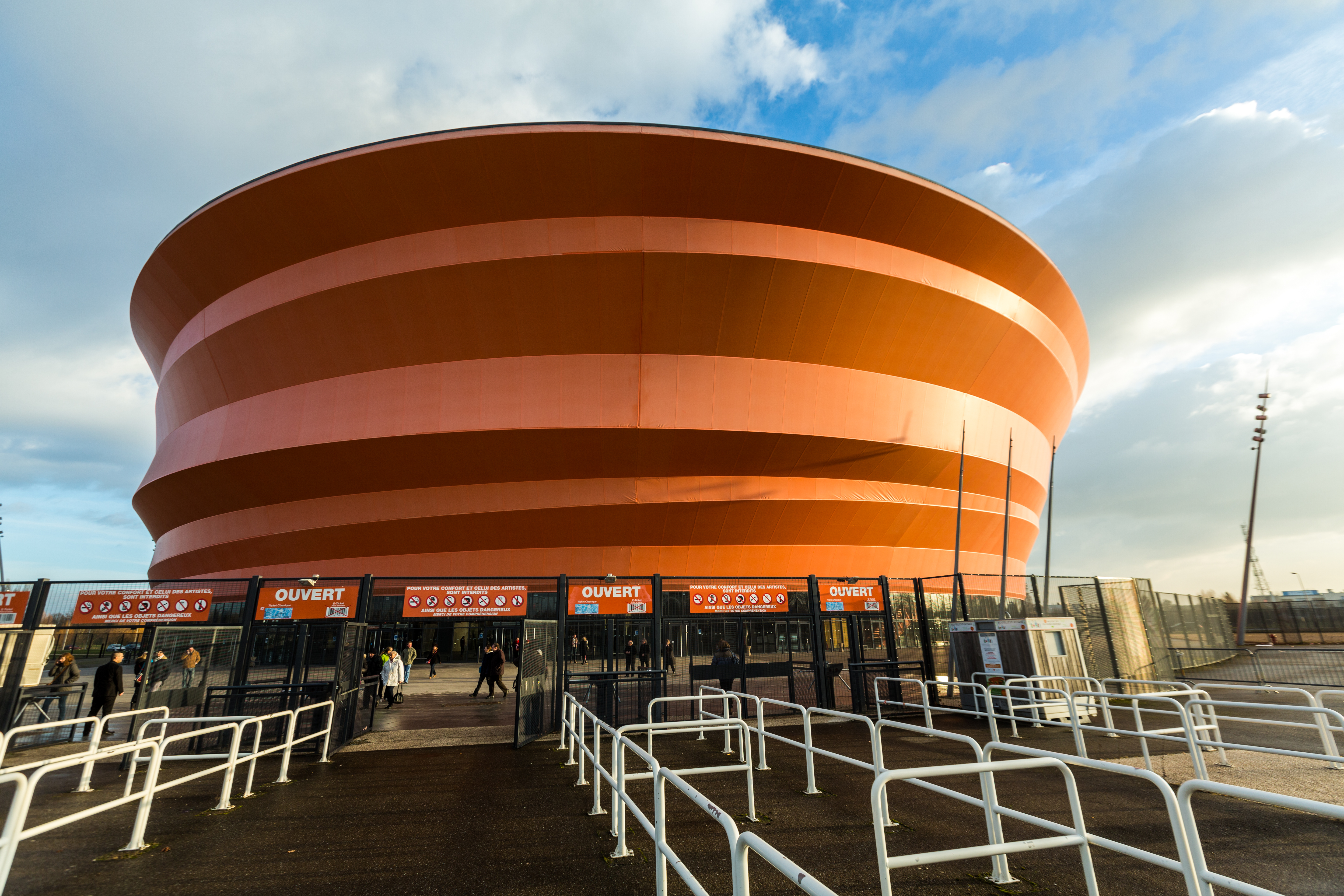
L’accès au Zénith

Aussi grand et haut que le centre Georges-Pompidou à Paris, le Zénith de Strasbourg dispose d'une salle modulable. La hauteur sous plafond peut atteindre par endroits près de seize mètres de haut pour une surface totale de 6 000 à 7 000 m2. D'une superficie de 110 sur 140 mètres, il est doté d’une coque en béton et d'une architecture munie d'une toile orange translucide, d'arceaux métalliques et d'ellipses décentrées.
La toile orange, en textile autonettoyant, capte la lumière du jour et la renvoie la nuit sur l'agglomération strasbourgeoise. Les lumières projetées par la toile translucide offrent un spectacle original. Cette toile en fibres de verre enduites de silicone, d'une superficie record de 12 000 m2, sert aussi d'écran pour afficher le programme des festivités.

### Dimensions
- Capacité maximale : 17 500
- Superficie : 110 sur 140 mètres.
- Hauteur sous plafond max : 16 mètres.
- Surface totale : 6 000 à 7 000 m2.
- Toile (surface) : 12 000 m2.
- Structure de la toile : toile Atex 5 000 TRL de PD Interglass Ltd. en fibre de verre enduit de silicone.

### Nombre de places
- Pour spectacle assis uniquement : de 1 863 à 7 862 places.
- Pour concert debout : de 1 967 à 12 079 places.
- Nombre de places debout (parterre) : de 830 à 3 779 places.

La location de la salle lors de manifestation pour les entreprises est prévue. Elle peut accueillir de 660 à 2 422 places.

### Stationnement
- Parking 1 : 1 344 places
- Parking 2 : 950 places
- Parking 3 : 1 269 places

Le Zénith dispose de trois parkings de 3 000 places, dont 20 pour les autocars, 200 pour les vélos et 80 pour les motos.
65 places sont réservées aux personnes à mobilité réduite. Des ascenseurs situés au rez-de-chaussée sont équipés de commandes avec les inscriptions en braille. Le réseau podotactile permet aux malvoyants de circuler sur l'ensemble du site. Dans la salle, 30 places très bien positionnées par rapport à la scène leur sont attribuées équipées d'un siège mitoyen pour un accompagnateur.
Conçu par le bureau d'études EGIS Aménagement en association avec l'atelier du Paysage, l'urbaniste Laurent Bécard et l'Atelier Lumière, ils se veulent plus comme un parc urbain permettant le stationnement que comme un parking de conception traditionnelle. Sa réalisation a privilégié des techniques de construction et de traitement des eaux de pluie s'inscrivant dans une logique de développement durable.[réf. nécessaire]

## Ouverture
L'ouverture officielle au public les 5 et 6 janvier 2008, avec de nombreux concerts gratuits et notamment des artistes alsaciens dont Batucada Som Brasil, Orchestre Folklorique Perle de Strasbourg, Jordan, Zeroklub, Loka System Rim’ Fact, Toxic Kiss, Twan, Léo Parleur, Harmonie Caecilia, Severe, Moussa Coulibaly et Weepers Circus.
Le premier événement accueilli au Zénith est la soirée « W9VIP Live » le 9 janvier 2008, un concert gratuit organisé par les chaînes de télévision W9 et M6 pour célébrer l'arrivée de la TNT dans la région est. Se trouvent à l'affiche ce soir là Alizée, Amel Bent, Christophe Maé, Emmanuel Moire, Jenifer, Lorie, Mélissa M et Les Déesses.
Le premier concert payant est Les Secrets des Enfoirés, du 23 au 28 janvier 2008.
Lors de sa tournée Monster Ball la célèbre chanteuse pop américaine Lady Gaga se produisit le 25 mai 2010 devant un Zénith de plus de 12 000 personnes.
Mylène Farmer s'y produit les 5 et 6 juin 2009 durant sa tournée de 2009 (Tour 2009 de Mylène Farmer) ainsi que les 15 et 16 octobre 2013 à l'occasion de sa tournée Timeless 2013.
Pour la première fois le 9 novembre 2013 eut lieu une soirée étudiante au Zénith Strasbourg Europe à l'occasion du Gala de l'INSA de Strasbourg avec comme artiste, entre autres, Joachim Garraud.

## Histoire
Le 18 et 19 juillet 2015, le Zénith Europe de Strasbourg a accueilli près de 15 000 scouts de France de 14 à 17 ans, réfugiés de la tornade du 18 juillet alors qu'il participaient au rassemblement national You’re Up !. Malgré le nombre insuffisant de places, le Zénith a abrité des milliers de jeunes et membres de l'équipe d'encadrement lors de ces deux nuits.

## Le Zénith Europe

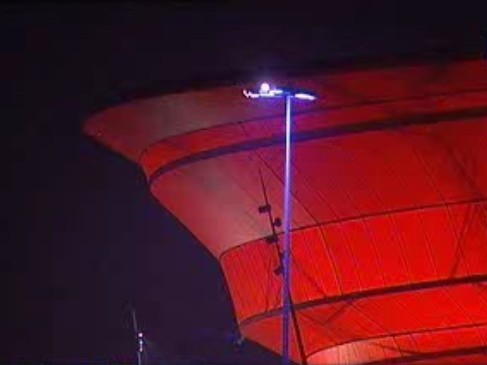
Les ellipses du Zénith de Strasbourg.

Le Zénith de Strasbourg est le 15e Zénith à avoir ouvert, après celui de Limoges en mars 2007.
Le Zénith Europe est, pour ce qui est de la capacité, le plus grand Zénith de France, devant celui de Toulouse. Son architecture est signée Massimiliano Fuksas dont les réalisations précédentes incluent le Peace Center de Jaffa, les tours jumelles de Vienne, le centre de l’Agence spatiale italienne à Rome ou le siège de Ferrari à Maranello.
Avant d'arriver dans la grande salle (qui se trouve en hauteur), il faut traverser un couloir vitré faisant le tour de la coupole. Près des vestiaires se trouve une salle aménagée avec des fauteuils de couleur orange, comme la toile. Par la suite, des escaliers mènent dans l'arène.
Le bâtiment a été créé afin de compléter l'offre en salle de spectacle de la ville. Les principales salles existantes, La Laiterie, le Hall Rhénus ou le Palais des congrès présentaient des capacités relativement restreintes de 1 500 à 8 000 spectateurs pour le Hall Rhénus qui était jusqu'alors la salle pouvant accueillir le plus grand nombre de personnes à Strasbourg, et étaient limitées dans la technicité de leurs prestations notamment sur le plan de la qualité du son.
Le Zénith de Strasbourg est également appelé « Zenith Europe », en référence à l'intégration européenne de Strasbourg (présence du Parlement européen, Euro-District…), il est destiné à recevoir le public régional d'Alsace mais également des régions allemandes limitrophes.
La nouvelle structure a vocation à recevoir des artistes internationaux, de la variété au rock ou au reggae, des festivals locaux comme le festival des Artefacts qui se déroulait auparavant à la Laiterie, des évènements sportifs comme une manche du WWE SmackDown Live Tour et des conventions.
Le Zénith de Strasbourg est géré dans le cadre d'une délégation de service public, par la SNC Zénith de Strasbourg, filiale de S-PASS.

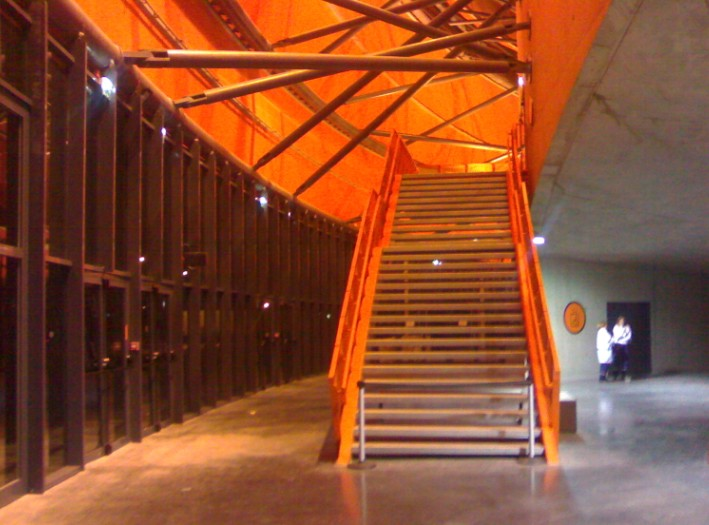
Escaliers.
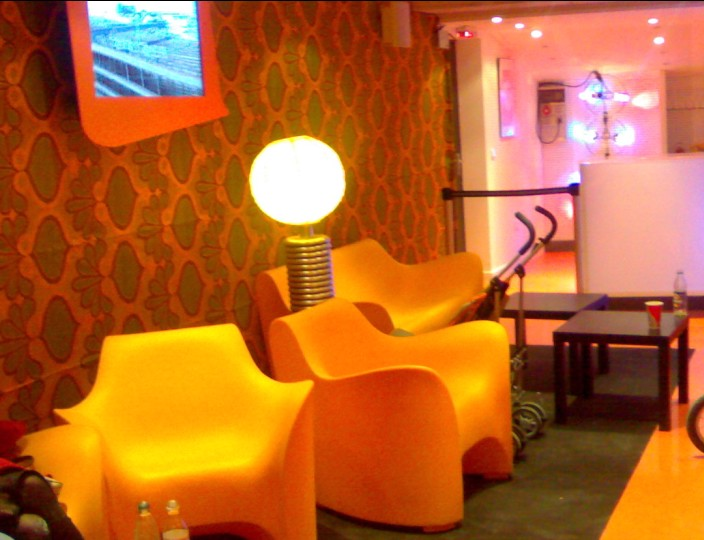
La salle près des vestiaires.
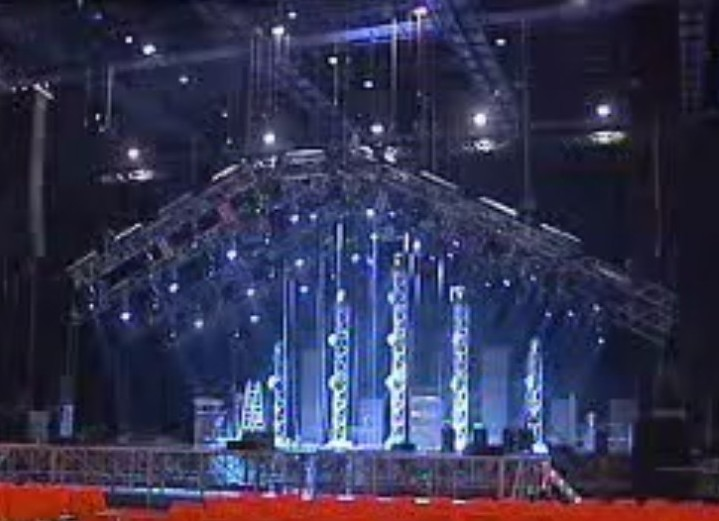
La scène.
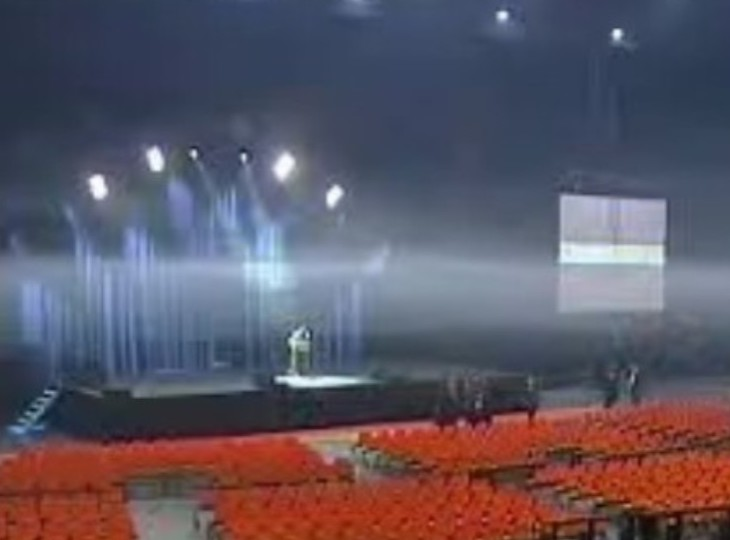
La scène.
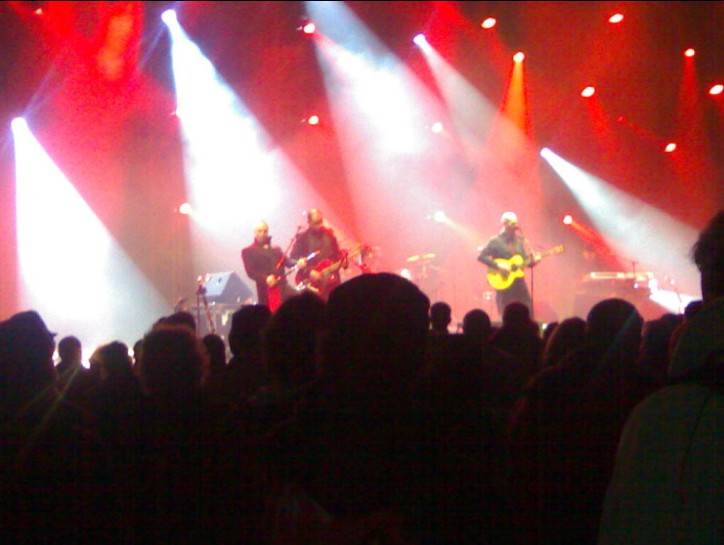
Illumination de la scène lors de la représentation des Weepers Circus.
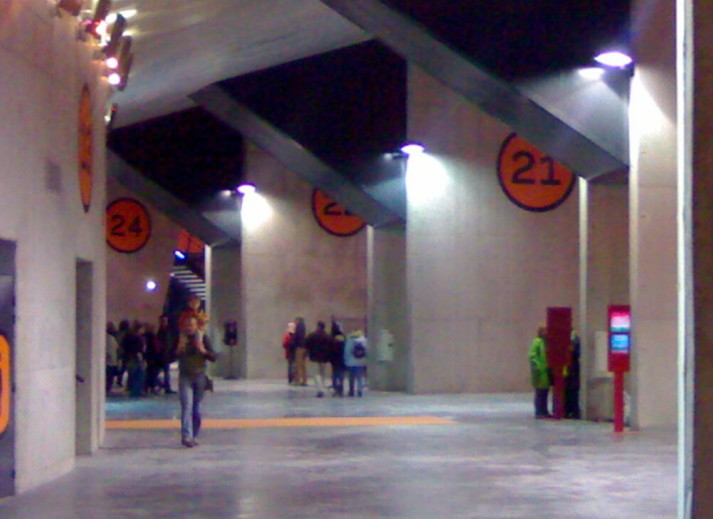
Couloir.

## Utilisation dans les médias visuels
Dans 2017, le Zénith de Strasbourg a accueilli la saison 4 du spectacle de musique classique Prodiges.

## Billetterie
Les billets peuvent être achetés directement en ligne sur le site officiel du Zénith, ou dans l'un des points de vente habituels.
Les prix sont en moyenne situés entre 40 et 50 €

## Accès
La salle est implantée à Eckbolsheim, le long de l’A351, à proximité du parc sportif de Hautepierre et du centre commercial Auchan-Hautepierre.
- En voiture, le Zénith est accessible par l'autoroute A351, ainsi que par la route nationale RN4.
- En tramway, il est accessible par la ligne A direction Parc des Sports.
- En train, le Zénith est à moins de 6 km de la gare centrale de Strasbourg, également desservie par la ligne A du tramway.